# Мокрово (Вологодская область)
Мокрово — деревня в Сямженском районе Вологодской области.

## География
Входит в состав Устьрецкого сельского поселения, с точки зрения административно-территориального деления — в Устьрецкий сельсовет.
Расстояние по автодороге до районного центра Сямжи — 29 км, до центра муниципального образования Усть-Реки — 8 км. Ближайшие населённые пункты — Горка, Прожектор, Кладовица.

## История
В прежние годы деревня была известна под названием Мокрое. В XVII веке Мокрое подразделялось на собственно деревню Мокрое Большое и находившуюся поблизости пустошь Мокрое Малое. 
«За И. Маклаковым в поместье д. Мокрое Большое, 2 двора». (ПО Вол 1627, II, 143)
По переписи 2002 года население — 5 человек.
| 2010 |
| ---- |
| 0    |